# رافائل رولان
رافائل رولان (اسپانیایی: Rafael Rullán‎؛ زادهٔ ۸ ژانویهٔ ۱۹۵۲) بازیکن بسکتبال اهل اسپانیا بود.
از باشگاه‌هایی که در آن بازی کرده‌است می‌توان به باشگاه بسکتبال رئال مادرید اشاره کرد.
وی در مسابقات کشوری و بین‌المللی در مجموع برندهٔ ۱ مدال نقره شده‌است.